# Buchscanner

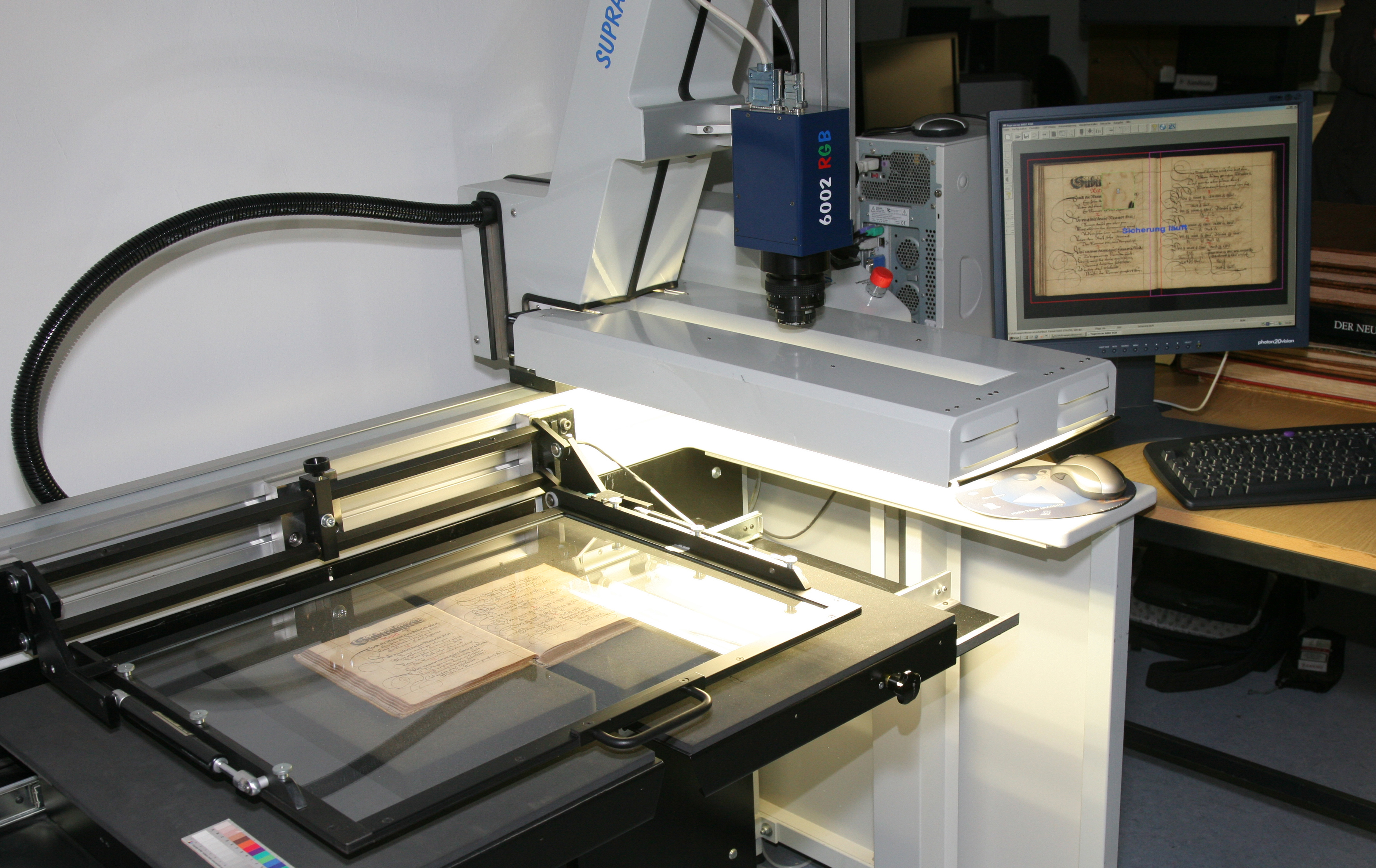
Buchscanner

Grundprinzip eines Buchscans

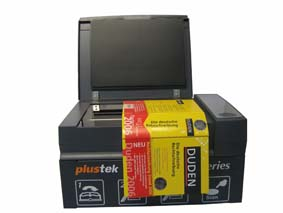
Plustek-Buchscanner

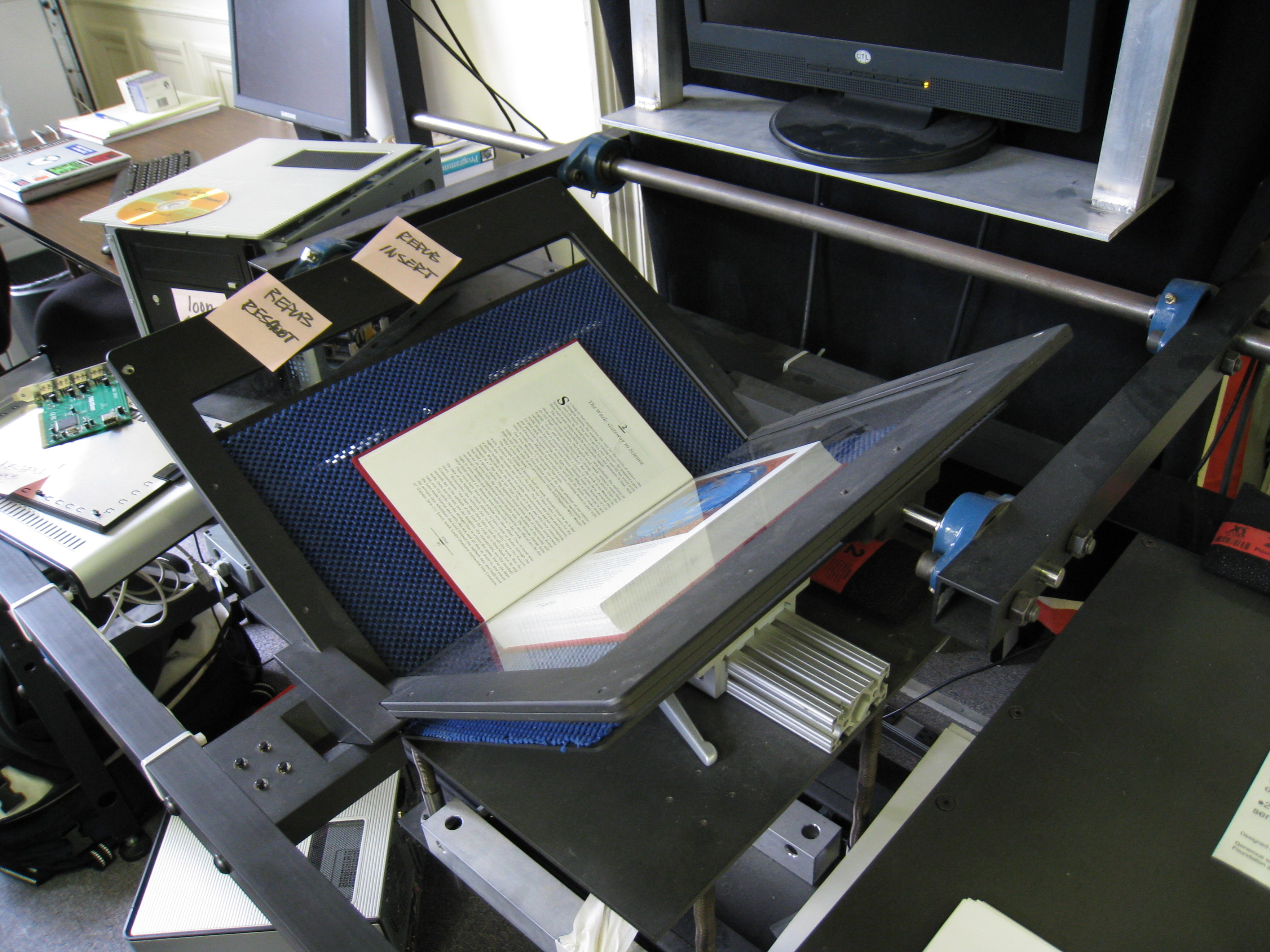
Buchscanner: Buchhalterung mit Glasplatte

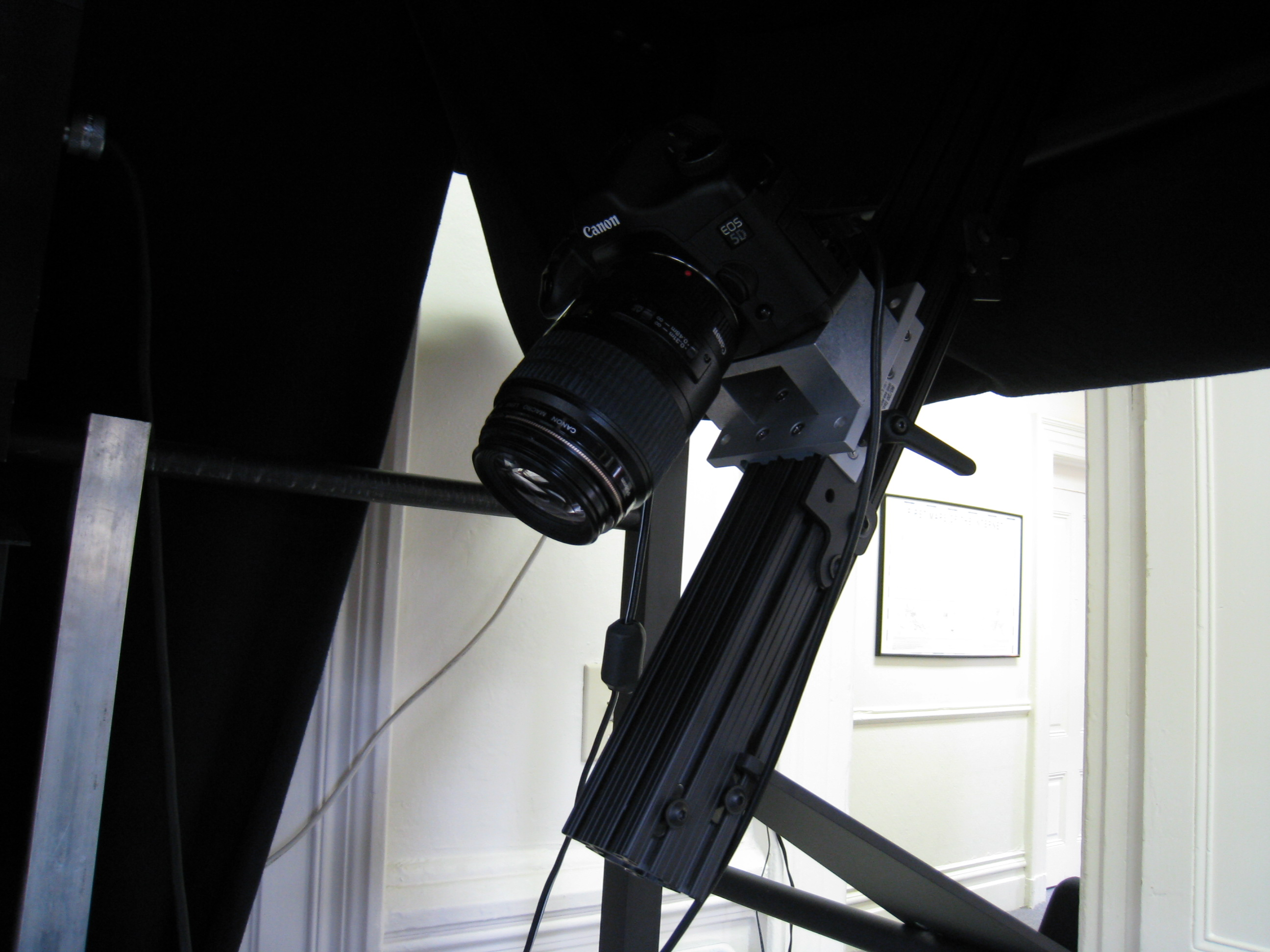
Eine von zwei Digitalkameras zur Aufnahme der Seiten

Ein Buchscanner oder Buchaufsichtscanner ist ein spezieller Scanner, der für die Digitalisierung von Texten und Bildern von glatten Vorlagen, z. B. Papier, optimiert ist. In der Praxis ist dieser Scanner mit einer speziellen Software kombiniert, welche die Digitalisate in der gewünschten Form speichert.

## Anwendung
Mit dem Buchscanner werden gebundene Dokumente (Bücher, Zeitschriften, Magazine) auf schonende Art gescannt, ohne sie dabei einer zu großen Belastung auszusetzen. Da bei diesem Verfahren ständig Seiten umgeblättert werden, muss dies möglichst schonend und effizient erfolgen.
Eingesetzt werden Buchscanner überall dort, wo eine größere Anzahl Bücher digitalisiert werden müssen. Sie kommen vorzugsweise in Archiven, Bibliotheken, Kanzleien und Versicherungsanstalten zum Einsatz. Das Ergebnis eines Scan-Vorganges ist eine digitale Bilddatei, die als Digitalisat bezeichnet wird. Das Digitalisat umfasst je nach Anforderung eine Seite oder das Gesamtwerk.
Auch werden Buchscanner oftmals von Privatpersonen genutzt, die weniger teure Scanner (häufig ab 100 €) nutzen, um Persönliches wie Zeitungsberichte oder Bücher einzuscannen, um Platz zu schaffen oder digital mit Medien arbeiten zu können. Die teureren Buchscanner haben spezielle Techniken, die nur für die Erfüllung spezieller Bedürfnisse benötigt werden. Daher kann man die private Anschaffung von Buchscannern als weiterhin wachsende sehen, die zwar lange existent, aber auch lange unbedeutend war. Die Nutzung von Buchscannern gewinnt an Bedeutung, da sie seit 2010 immer mehr in den Vordergrund gerät.                              
Durch den technischen Wandel, der digitale Technologien erschwinglicher und zugänglicher machte, entstanden zunehmend Unternehmen, die professionelle Buchscan-Dienstleitungen anbieten. In den Vereinigten Staaten von Amerika sind darunter Unternehmen wie 1DollarScan und Blue Leaf, während vergleichbare europäische Unternehmen wie druck.de, ScanProfi und BachelorPrint sind.                                                            

## Ausführungen
Buchscanner können in drei Kategorien eingeteilt werden:
- manuelle Buchscanner
  - Auflichtscanner
  - adaptierte Flachbettscanner
- halbautomatisch
- vollautomatisch (häufig auch Scan-Roboter genannt).

Manuelle Buchscanner sind besonders als Ergänzungsgeräte für den schnellen Scan von Büchern und Zeitschriften geeignet, wie dies bei Versicherungen, in Kanzleien oder Behörden nötig ist. Hier stellen im Gegensatz zu den automatischen Scanrobotern eher kompaktere Buchscanner eine effiziente Alternative dar. Bücher können ganz bequem auf das Vorlagenglas gelegt und ohne Verzerrungen oder Buchfalzschatten gescannt werden. Für größere Scanaufkommen eignen sich die halb- oder vollautomatischen Scan-Roboter, mit denen ganze Buchsammlungen und Zeitschriftenarchive schnellstmöglich digitalisiert werden können. Andererseits besteht der Zusammenhang, dass je komfortabler das Scannen für Buch und Bearbeiter ist, der Preis des Gerätes steigt. Manuelle Buchscanner sind eher in kleinen Kanzleien (mit geringerem Scan-Volumen) und Scan-Roboter in großen Archiven (für riesige Datenbestände) eingesetzt.

## Buchwippe und Buchhalterung

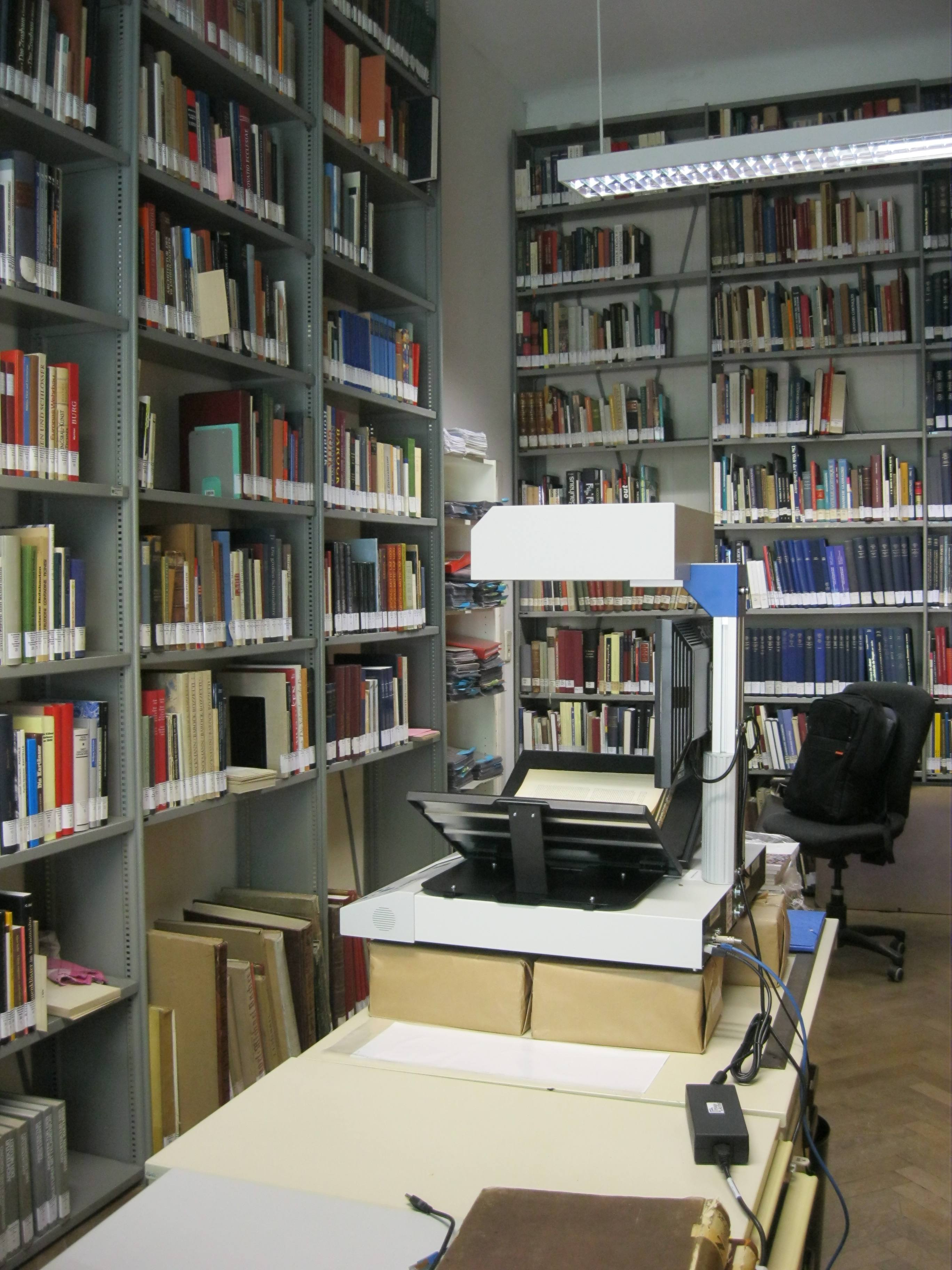
Wikimedia-Scanprojekt Bundeskanzleramt

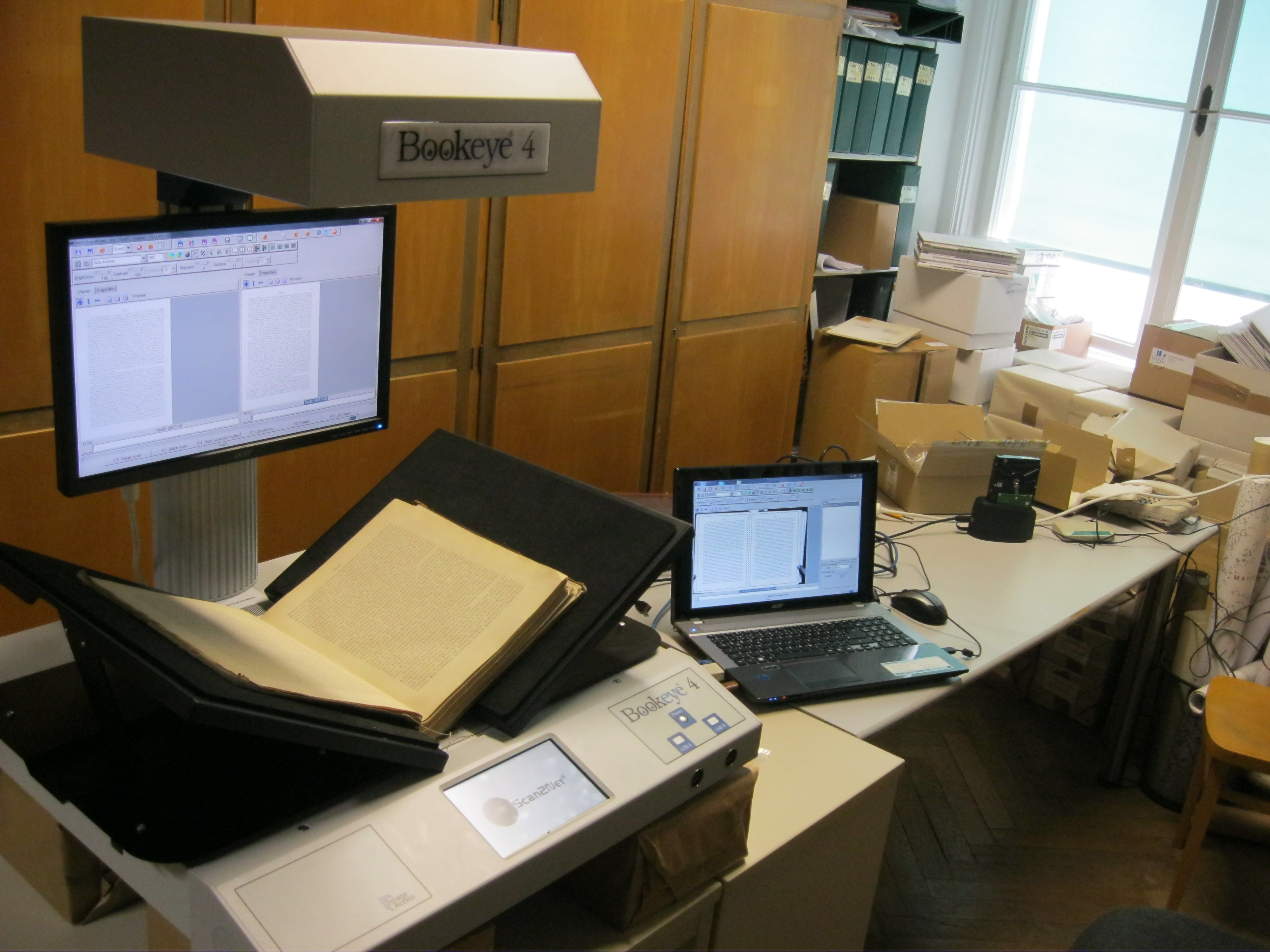
Scanner in Aktion

Anders als bei herkömmlichen Kopiergeräten oder Flachbettscannern liegt das Buch bei den Buchscannern nicht mehr mit seinen Seiten nach unten auf einer Glasplatte. Diese Lage und das zusätzliche Gewicht durch den Deckel belasten den Buchrücken zu stark. Das Buch muss beim Scannen mit den offenen Seiten nach oben liegen – die besten Voraussetzungen dafür bietet die Buchwippe. Sie besteht aus zwei unabhängig voneinander in der Höhe verstellbaren Platten, auf denen das Buch so angeordnet wird, dass die Seiten möglichst plan liegen. Die Oberfläche der Seiten kann durch das Anpressen einer Glasplatte zusätzlich geglättet werden. Buchwippen können je nach Bauweise manuell oder mithilfe eines Elektromotors bewegt werden.
Kann das Buch nicht vollständig geöffnet werden, etwa um den Einband zu schonen, so kommen Buchwiegen als spezielle Buchhalterungen zum Einsatz. Diese bestehen aus einer gewinkelten Ablage für das Buch. Oft sorgt eine zusätzliche Glasplatte für eine plane Oberfläche. Bei einigen Buchhalterungen wird das Bild über Spiegel zur Kamera oder zum Scankopf geführt, wie beim Wolfenbütteler Buchspiegel.
Einen neuartigen Ansatz für Google Books verfolgt Google mit einem automatischen Scanner, bei dem das Buch von oben auf eine keilförmige Schiene aufgelegt, von innen her durch Schlitze hindurch abgetastet und bei dem auch das Umblättern durch die Schlitze in der Schiene realisiert wird.

## Scannen historischer Bücher
Immer mehr Bibliotheken, Museen und Archive digitalisieren ihre Bestände, um diese einem breiten Publikum zugänglich zu machen und die Originale zu schonen, da für die meisten Zwecke ein Digitalisat ausreicht. Das Scannen von historischen Buchbeständen stellt allerdings hohe Anforderungen an die Geräte. Bücher, die mehrere hundert Jahre alt sind, haben oft einen eingeschränkten Öffnungswinkel. Buchauflagen, die einen Öffnungswinkel von 180° erfordern, würden bei vielen Drucken zu Beschädigungen von Heftung, Bundmaterial, Einbandrücken und Gelenken führen. Selbst Öffnungswinkel zwischen 110° und 90° bei einseitigen Aufnahmen können bei solchen Büchern problematisch sein. Um die Bücher nicht zu beschädigen, verwendet man eine V-förmige Buchwippe oder Buchwiege. Damit lassen sich die Öffnungswinkel wie beim Wolfenbütteler Buchspiegel bis zu 45° reduzieren.

## Software
Die Scan-Software beeinflusst maßgeblich die Scangeschwindigkeit sowie die Nutzbarkeit der Digitalisate. Häufig wird neben dem reinen Scan der Seite noch eine automatische Texterkennung durchgeführt. Zusätzliche Funktionen wie automatisches Drehen und Beschneiden von Seiten oder der automatische Ausgleich der Seitenwölbung verbessern die Qualität des Endprodukts.

## Umblättervorgang

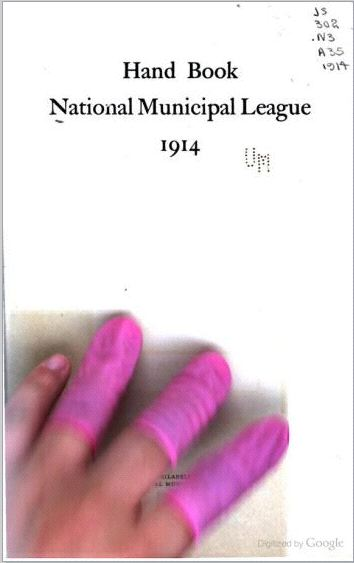
Mit Fingerlingen digitalisierte Buchseite bei Google Books

Während man bei den manuellen Buchscannern die Seiten von Hand umblättert, haben vollautomatische Geräte verschiedene Mechanismen. Zum Schutz der Seiten werden Fingerlinge verwendet, die manchmal auf Scans zu sehen sind.

## ScanRobot
Ein Prototyp eines Scan-Robots wurde von der österreichischen Firma Treventus entwickelt und gewann bei der Cebit 2007 den Grand Price des European Information and Communication Technology Award.
Vor allem bei älteren Schriftstücken wird eine schonende Arbeitsweise des Gerätes vorausgesetzt, die durch spezielle Blättervorrichtungen mithilfe von Ansaugpumpen erreicht wird. Durch diese kann ein Scan-Robot gebundene Dokumente vollautomatisch durchgehen und arbeitet gegenüber dem manuellen Umblättern schonender.